# حديقة كنغري الوطنية
حديقة كنغري الوطنية (بالإنجليزية: Congaree National Park) هي حديقة وطنية أمريكية تقع في وسط كارولينا الجنوبية، على بعد 18 ميلاً جنوب شرق عاصمة الولاية كولومبيا. تمتد على مساحة 26692.6 فدانًا (41.7 ميل²؛ 108.0 كم²)، وتحافظ الحديقة على أكبر مساحة من غابات الأخشاب الصلبة القديمة في الولايات المتحدة. تعتبر الأشجار المورقة التي تنمو في غابة السهول الفيضية من أطول الأشجار في شرق الولايات المتحدة، وتشكل واحدة من أعلى مظلات الغابات النفضية المعتدلة المتبقية في العالم. يتدفق نهر كنغري عبر الحديقة. وقد تم تخصيص حوالي 15000 فدان (23.4 ميل²؛ 60.7 كم²) كمنطقة برية.
حصلت الحديقة على تصنيفها الرسمي في عام 2003 باعتبارها حديقة وطنية طبيعية تتويجًا لحملة شعبية بدأت في عام 196. مع 145,929 زائرًا في عام 2018، احتلت المرتبة العاشرة بين المنتزهات الوطنية الأقل زيارة في الولايات المتحدة، خلف متنزه غريت باسين الوطني في ولاية نيفادا.

## وصلات خارجية
- الموقع الرسمي: حديقة كانغري الوطنية
- أصدقاء مستنقع كانغري
- صفحة الحديقة في موقع وايلد ميس
- صورة بانورامية للمعارض في مركز زوار هاري هامبتون